# Laminacauda diffusa
Laminacauda diffusa é uma espécie de aranhas araneomorfas da família Linyphiidae. Esta espécie foi descrita pela primeira vez em 1985, pelo biólogo Millidge.